# 武汉琴台大剧院
武汉琴台大剧院是位于中华人民共和国湖北省武汉市的大型剧院。武汉琴台大剧院位于武汉市汉阳区月湖湖畔，与武汉琴台音乐厅一起是月湖文化艺术主题公园的核心组成部分，并在2007年作为第八届中国艺术节主会场。